# Autoroute Métropolitaine
 (février 2024).
Si vous disposez d'ouvrages ou d'articles de référence ou si vous connaissez des sites web de qualité traitant du thème abordé ici, merci de compléter l'article en donnant les références utiles à sa vérifiabilité et en les liant à la section « Notes et références ».
Pour un article plus général, voir Autoroute 40 (Québec).
L'autoroute Métropolitaine, appelée aussi la Métropolitaine ou Transcanadienne, est un segment de l'autoroute 40 d'une longueur de 21 kilomètres, à Montréal. Seule autoroute à traverser d'ouest en est l'île de Montréal, elle est aussi un tronçon officiel de la route Transcanadienne.

## Description
À Montréal, la section de l'autoroute 40 comprise entre l'échangeur Décarie et le boulevard Henri-Bourassa (des sorties 66 à 87) est appelée autoroute Métropolitaine ou Transcanadienne.  
Sur ses quatre premiers kilomètres, elle forme un multiplex avec l'autoroute 15, entre l'autoroute Décarie et l'autoroute des Laurentides. Au kilomètre 73, elle croise l'extrémité sud de l'autoroute 19, qui est à cet endroit un boulevard urbain. Sept kilomètres plus à l'est, au kilomètre 80, elle rencontre l'autoroute 25. C'est à cette jonction que la route Transcanadienne se sépare de l'A-40. La Métropolitaine se termine dans l'est de Montréal à la jonction avec le boulevard Henri-Bourassa. La 40 se poursuit vers l'est, en direction de Repentigny, Trois-Rivières et Québec sous le nom d'autoroute Félix-Leclerc.  
Cette autoroute urbaine possède trois voies dans chaque direction sauf au niveau des échangeurs. Deux sections de la Métropolitaine sont surélevées. L'autoroute est en effet construite en viaduc sur une courte section (500 mètres) franchissant les rails de la ligne de trains de banlieue de Deux-Montagnes et sur 5,4 kilomètres, de l'avenue de l'Esplanade à la rue Colbert. La limite de vitesse est de 70 km/h entre les kilomètres 66 et 80, puis de 100 km/h pour la section est, entre les kilomètres 80 et 87.
Elle partage avec l'autoroute Décarie, qui la rejoint, le titre d'autoroute la plus achalandée au Québec, avec un débit journalier moyen annuel de 199 000 véhicules dans sa section la plus achalandée, aux environs du kilomètre 67. La Métropolitaine est constamment congestionnée aux heures de pointe. 

### Voies de services

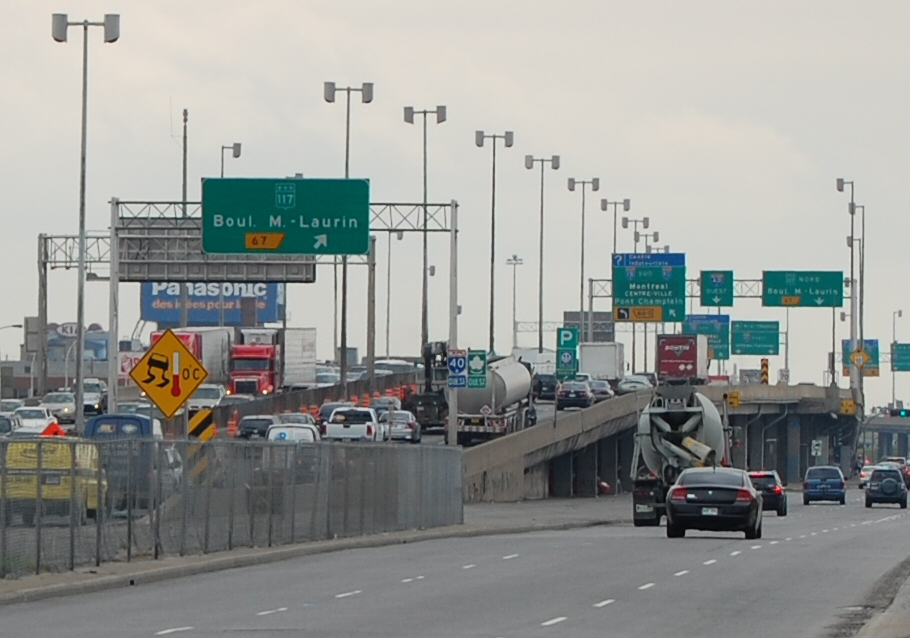
L'autoroute Métropolitaine et le chemin Côte-de-Liesse, vue vers l'ouest (kilomètre 67).

Au long des 21 kilomètres de l'autoroute Métropolitaine, la voie de service change de nom à trois reprises. Elle ne doit pas être confondue avec le boulevard Métropolitain, qui est la voie de service de l'autoroute 40 entre les kilomètres 77 et 89. Entre les kilomètres 66 et 70, la voie de service se nomme chemin de la Côte-de-Liesse, et elle est nommée boulevard Crémazie entre les kilomètres 70 et 77.

## Historique
L'autoroute Métropolitaine est la deuxième plus vieille autoroute du Québec, après l'autoroute des Laurentides, et la première sans péage.

### Construction

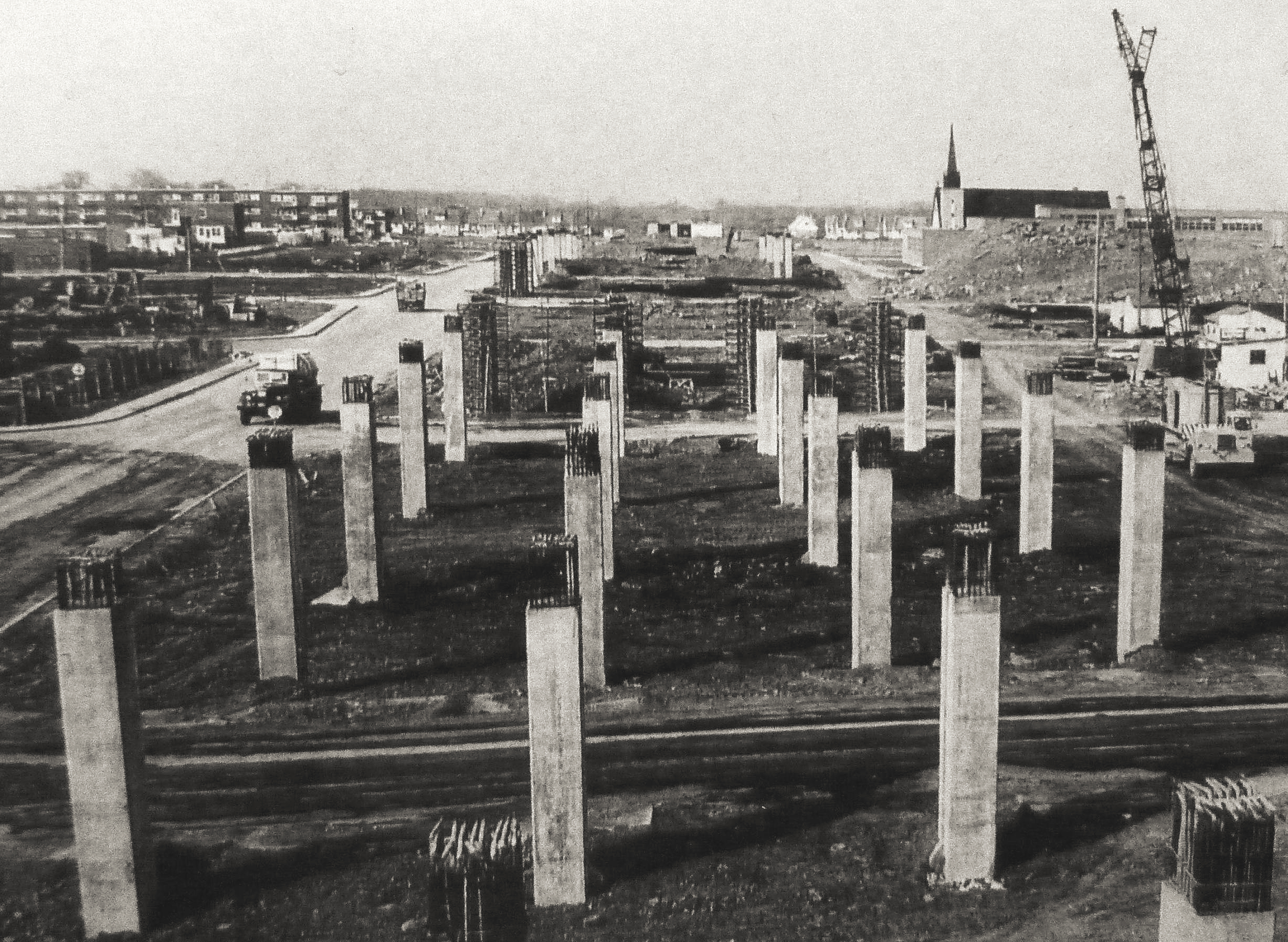
Construction de l'Autoroute Métropolitaine dans le quartier Saint-Michel, vers 1958

L'idée de construire un boulevard métropolitain pour éviter le centre-ville de Montréal remonte à 1929, mais la crise économique des années trente et la guerre qui s'ensuit la met en veilleuse. Lors de sa conception, la possibilité de construire l'autoroute en tranchée, sous le niveau du sol comme l'autoroute Décarie, est étudiée. Cette option est cependant écartée puisqu'il aurait fallu grandement modifier le réseau d'égout et d'aqueduc de Montréal, dont les collecteurs et distributeurs principaux sont orientés nord-sud, pour le faire passer sous l'excavation. Il est donc plutôt décidé de surélever l'autoroute pour faciliter son intégration avec le réseau local, à l’exception de la section longeant Mont-Royal, séparant cette banlieue résidentielle de la zone industrielle, plus au nord[réf. nécessaire].
En 1952 est lancée la phase d'expropriation ,qui se termine en 1956. Les expropriations coupent en deux une demi-douzaine de secteurs urbanisés du nord de l'île de Montréal. Le tracé du premier tronçon de l'autoroute est dessiné sur des voies de circulation existantes qui n'étaient alors que des chemins de campagne : le chemin de la Côte-de-Liesse et le boulevard Crémazie. 
Le premier tronçon de l'autoroute, des kilomètres 66 à 76, soit du boulevard Décarie au boulevard Pie-IX, est inauguré le 23 janvier 1960. La Métropolitaine devint l’une des premières routes express urbaines au Canada, 17 ans après la Davison Freeway de Détroit [réf. nécessaire].

### Inaugurée et déjà dépassée
La Métropolitaine a été conçue non pour être une portion de la Transcanadienne et encore moins pour être le principal axe routier est-ouest de l'île de Montréal mais comme un moyen de désengorger le réseau routier local. Construite pour accueillir environ 70 000 véhicules par jour, elle était déjà saturée aux heures de pointe à peine un an après son inauguration, avec un débit de 8 300 véhicules à l'heure. Face à ce succès, il est alors suggéré de ceinturer Montréal de voies rapides,.
En 1960, le premier ministre Jean Lesage, nouvellement élu, donne suite à sa promesse électorale de construire la portion québécoise de la route Transcanadienne. Chose que son prédécesseur, Maurice Duplessis, avait toujours refusé. Il est prévu que la Transcanadienne passe par le centre-ville de Montréal pour rejoindre le futur pont-tunnel Louis-Hippolyte-Lafontaine via l'actuelle autoroute 720. Une nouvelle autoroute nord-sud (l'autoroute Décarie) doit donc diriger le trafic vers le centre-ville. L'échangeur Décarie est mis en service dès l'ouverture pour relier la future autoroute du même nom à la Métropolitaine. En 1961, les plans sont modifiés pour incorporer l'autoroute Métropolitaine existante à la Transcanadienne, ce qui accélère son prolongement grâce à la participation financière du gouvernement fédéral. En 1963, l'autoroute est ainsi prolongée vers l'ouest sur 16 kilomètres, atteignant le boulevard des Sources, puis, en 1965, vers l'est de 2 kilomètres jusqu'au boulevard Langelier.
Le 7 mai 1981, le boulevard Métropolitain est officiellement désigné autoroute Métropolitaine par décision de la Commission de toponymie du Québec.

### Rénovation
Une première vague de rénovation débute à l'automne 1988,  avec des fermetures de nuit entre 20 h 0 et 6 h 0 puis, à partir du 17 avril 1990 avec une fermeture d'une voie par sens de circulation entre les échangeurs Décarie et Anjou jusqu'à l'automne 1990. Des refuges sont installés sur les sections surélevées de l'autoroute à partir de mars 1989 par améliorer la sécurité des automobilistes en cas d'accident. La STCUM met en place une ligne de train de banlieue temporaire entre Repentigny, Le Gardeur, Pointe-aux-Trembles, Rivière des Prairies et Montréal (près de la station de métro Du Collège) comme alternative aux voyageurs à un coût de 2 millions de dollars et opérée par le Canadien National.
Depuis le début des années 2000, les infrastructures de l'autoroute sont rénovées et reconfigurées. Les travaux  commencent avec l’échangeur de l'Acadie et son rond-point (2001-2004) et se  poursuivent avec l’échangeur des Laurentides (2010-2012) puis le nord de l’échangeur Décarie (2011-2014). Dans les années à venir, le sud de l’échangeur Décarie et la section surélevée de l'autoroute devraient être rénovés à leur tour.
Depuis 2014, les associations C-Vert et MU, pour de transformer le dessous du viaduc en parc urbain, ont aménagé des bacs fleuris et réalisé des murales sur des colonnes.